# Sjutton år
Sjutton år är en svensk film från 1957 i regi av Alf Kjellin.

## Handling
Sommar. Studenterna Allan och Erik återvänder till sin hemby. 19-årige Allan är förälskad i 17-åriga Anna-Lena. Hon avvisar alla hans försök att tala om det för henne, men egentligen är hon bara osäker på hur hon skall uppföra sig, ovan vid att någon bryr sig om henne. Den norska sångerskan Lydia Hennert råkar ut för en bilolycka. Allans pappa är läkare och hon får bo några dagar hos dem. Allan blir blixtförälskad i henne – hon är ingen blyg flicka utan en kvinna. Men Anna-Lena blir väldigt svartsjuk.

## Om filmen
Sjutton år har visats i SVT, bland annat i februari 2020.

## Rollista (urval)
- Ingeborg Nyberg – Anna-Lena Sander
- Tage Severin – Allan Bentick
- Randi Kolstad – Lydia Hennert, sångerska
- Helge Hagerman – Bengt Sander, präst, Lenas far
- Gun Hellberg – Brita Sander, Lenas syster
- Georg Rydeberg – Emil Bentick, läkare, Allans pappa
- Isa Quensel – Agnes Bentick, Allans mamma
- Naima Wifstrand – Clara
- Bengt Brunskog – Erik Sander
- Kerstin Dunér – Karin Strand
- Ulf Lindqvist – Uno Vallius

## Filmmusik i urval
- Ave Maria, kompositör Franz Schubert, text Walter Scott
- Blott en dag ett ögonblick i sänder, kompositör Oscar Ahnfelt, text Lina Sandell
- En liten vårvisa/Humoresk, kompositör Antonin Dvorak, text Karl-Ewert,
- En sak så underbar, kompositör och text Johan Carl Danckwardt
- Fem krumelurer, kompositör Charles Redland, text Roland Eiworth
- Sjutton år, kompositör Charles Redland, text Roland Eiworth
- I Seraljens lustgård, kompositör Emil Sjögren, text Jens Peter Jacobsen
- Lilla vackra Anna, text Bengt Henrik Alstermark till musik av okänd kompositör
- Plocka vill jag skogsviol, kompositör Hjalmar Anjou, text Alexander Slotte
- Säg minnes du psalmen?, kompositör Oskar Merikanto, text Eino Leino
- Tryggare kan ingen vara, Lina Sandell till gammal tysk melodi
- Var jag går i skogar, berg och dalar, text Carl Olof Rosenius till musik av okänd kompositör
- Staffansvisan (Staffan var en stalledräng)